# Hibiscus articulatus
Hibiscus articulatus är en malvaväxtart som beskrevs av Ferdinand von Hochstetter och Achille Richard. Hibiscus articulatus ingår i Hibiskussläktet som ingår i familjen malvaväxter. Inga underarter finns listade i Catalogue of Life.